# 小花鸢尾兰
小花鸢尾兰（学名：Oberonia mannii）为兰科鸢尾兰属下的一个种。

## 扩展阅读
- 維基物種上的相關：小花鸢尾兰